# Nikolaj Frobenius
Nikolaj Frobenius est un écrivain norvégien né à Oslo en 1965. Il est traduit dans de nombreux pays. Il est par ailleurs à l'origine du scénario des films Insomnia.

## Œuvres
- Le Valet de Sade [« Latours katalog »], Arles, France, trad. de Vincent Fournier, Actes Sud, coll. « Lettres scandinaves », 1998, 288 p. (ISBN 978-2-7427-2005-7)
- Le pornographe timide [« Den sjenerte pornografen »], Arles, France, trad. de Marc de Gouvenain, Lena Grumbach, Actes Sud, coll. « Lettres scandinaves », 2000, 384 p. (ISBN 978-2-7427-2640-0)
- Je est ailleurs [« Andre steder »], Arles, France, trad. de Lena Grumbach, Hélène Hervieu, Actes Sud, coll. « Lettres scandinaves », 2004, 272 p. (ISBN 978-2-7427-4609-5)
- Je vous apprendrai la peur [« Jeg skal vise dere frykten »], Arles, France, trad. de Vincent Fournier, Actes Sud, coll. « Lettres scandinaves », 2011, 300 p. (ISBN 978-2-7427-9495-9)
- Branches obscures [« Mørke grener »], Arles, France, trad. de Céline Romand-Monnier, Actes Sud, coll. « Lettres scandinaves », 2016, 256 p. (ISBN 978-2-330-05794-7)